# Pseudorathkea
Pseudorathkea is een geslacht van neteldieren uit de familie van de Rathkeidae.

## Soort
- Pseudorathkea macrogastrica Xu & Huang, 1990